# 9 Bobrujsko-Berlińska Dywizja Pancerna
9 Bobrujsko-Berlińska Dywizja Pancerna (ros. 9-я танковая Бобруйско-Берлинская Краснознамённая ордена Суворова дивизия) – związek taktyczny Armii Radzieckiej przejęty przez  Siły Zbrojne Federacji Rosyjskiej.
W końcowym okresie istnienia Związku Socjalistycznych Republik Radzieckich dywizja stacjonowała na terenie Niemieckiej Republiki Demokratycznej. W tym czasie wchodziła w skład 1 Gwardyjskiej Armii Pancernej. Dyslokowana do Rosji i rozformowana w 1991

## Struktura organizacyjna
Skład w 1990:
- dowództwo i sztab – Riesa
- Gwardyjski Czertkowski pułk czołgów;
- 70 Gwardyjski Proskurowsko-Berliński pułk czołgów;
- 302 pułk zmotoryzowany;
- 1321 Głuchowsko-Reczycki pułk zmotoryzowany;
- 96 pułk artylerii samobieżnej;
- 216 pułk rakiet przeciwlotniczych;
- 13 batalion rozpoznawczy;
- 696 batalion łączności;
- 109 batalion inżynieryjno-saperski
- 112 batalion obrony przeciwchemicznej;
- 1071 batalion zaopatrzenia;
- 68 batalion remontowy;
- 200 batalion medyczny.